# Ctrl+Alt Museum
Il Ctrl+Alt Museum è un museo tecnico di Pavia dedicato all'esposizione di prodotti informatici storici, di macchine da scrivere, di telefoni cellulari e di calcolatrici.
Aperto nel 2022 e gestito dall'associazione comPVter, ha sede nell'antico cotonificio Dionigi Ghisio, che sino agli anni 1970 produceva bende e medicazioni per l'Esercito Italiano, con una superficie espositiva di 600 m2.
Il museo è visitabile su appuntamento e vi si svolgono anche attività di tipo CoderDojo.